# Palazzo Tomacelli-Carafa

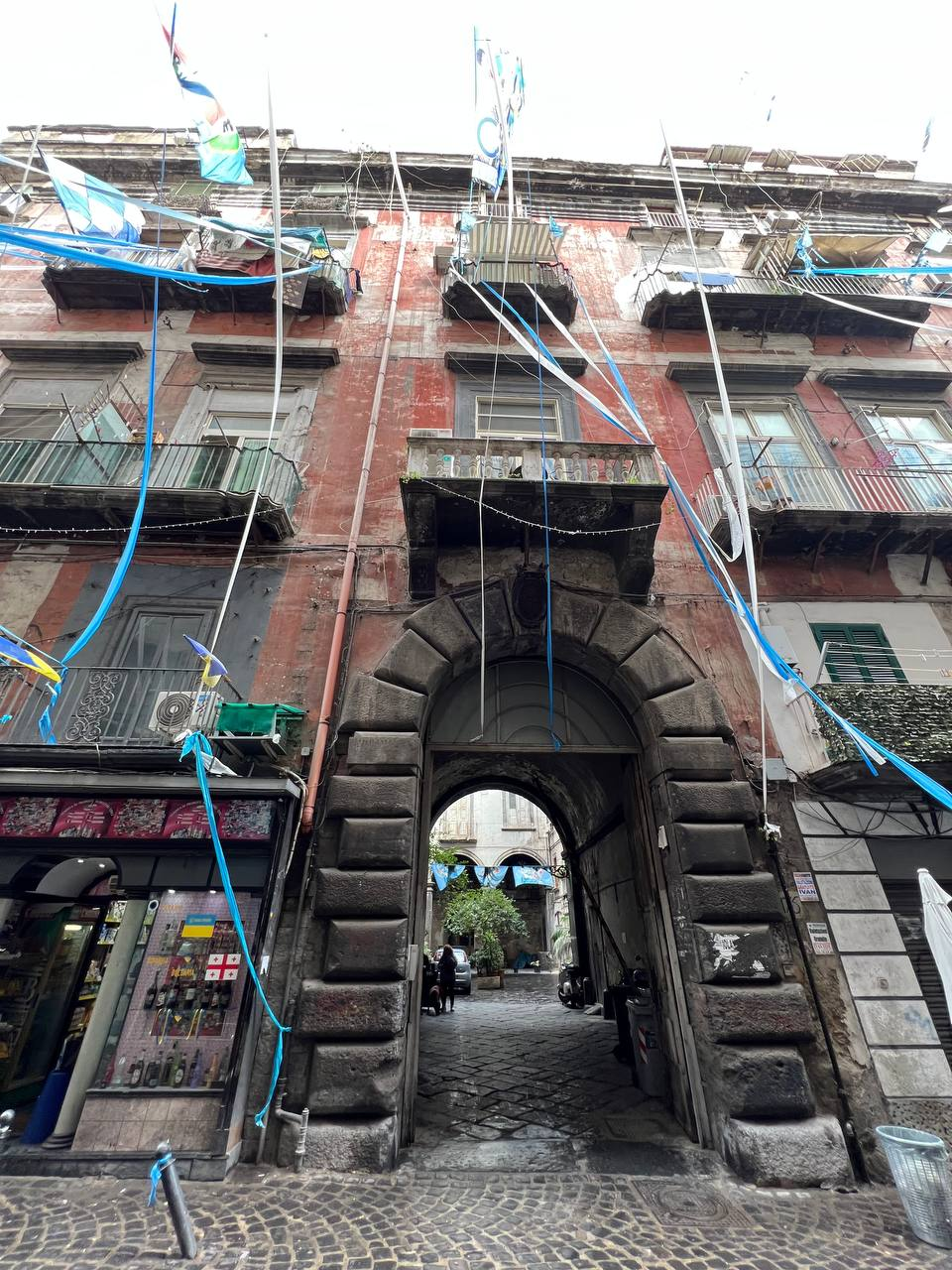
Palazzo Tomacelli-Carafa in Neapel

Der Palazzo Tomacelli-Carafa ist ein Palast aus dem 15. Jahrhundert im Viertel San Lorenzo in Neapel in der italienischen Region Kampanien. Er liegt in der Via dei Tribunali, 175.

## Geschichte und Beschreibung
Der Palast, einer der bedeutendsten in dieser Straße, wurde im Auftrag der Familie Tomacelli im 15. Jahrhundert errichtet. Im 17. Jahrhundert fiel er an die Familie Carafa, Herzöge von Traetto. Der Besitz dieser beiden bekannten Familien an dem Palast bezeugt das zweigeteilte Wappen aus weißem Marmor auf dem Schlussstein des imposanten Eingangsportals mit abgerundetem Bossenwerk aus dem 17. Jahrhundert. Darüber liegt der Mittelbalkon, der als Geländer eine raffinierte Balustrade aus weißem Marmor hat. Auf die Umbauarbeiten im 16. Jahrhundert sind sicherlich zurückzuführen: Die Vorhalle mit drei Bögen und Pilastern aus Piperno an der Rückwand des Innenhofes und die bemerkenswerte Treppe mit quadratischem Grundriss, die nach rechts vorspringt, mit Arkaden aus Piperno und Balustraden aus Marmor in jedem Stockwerk.
Heute dient der Palast als privates Wohnhaus in nicht gerade hervorragendem Erhaltungszustand.

## Galeriebilder

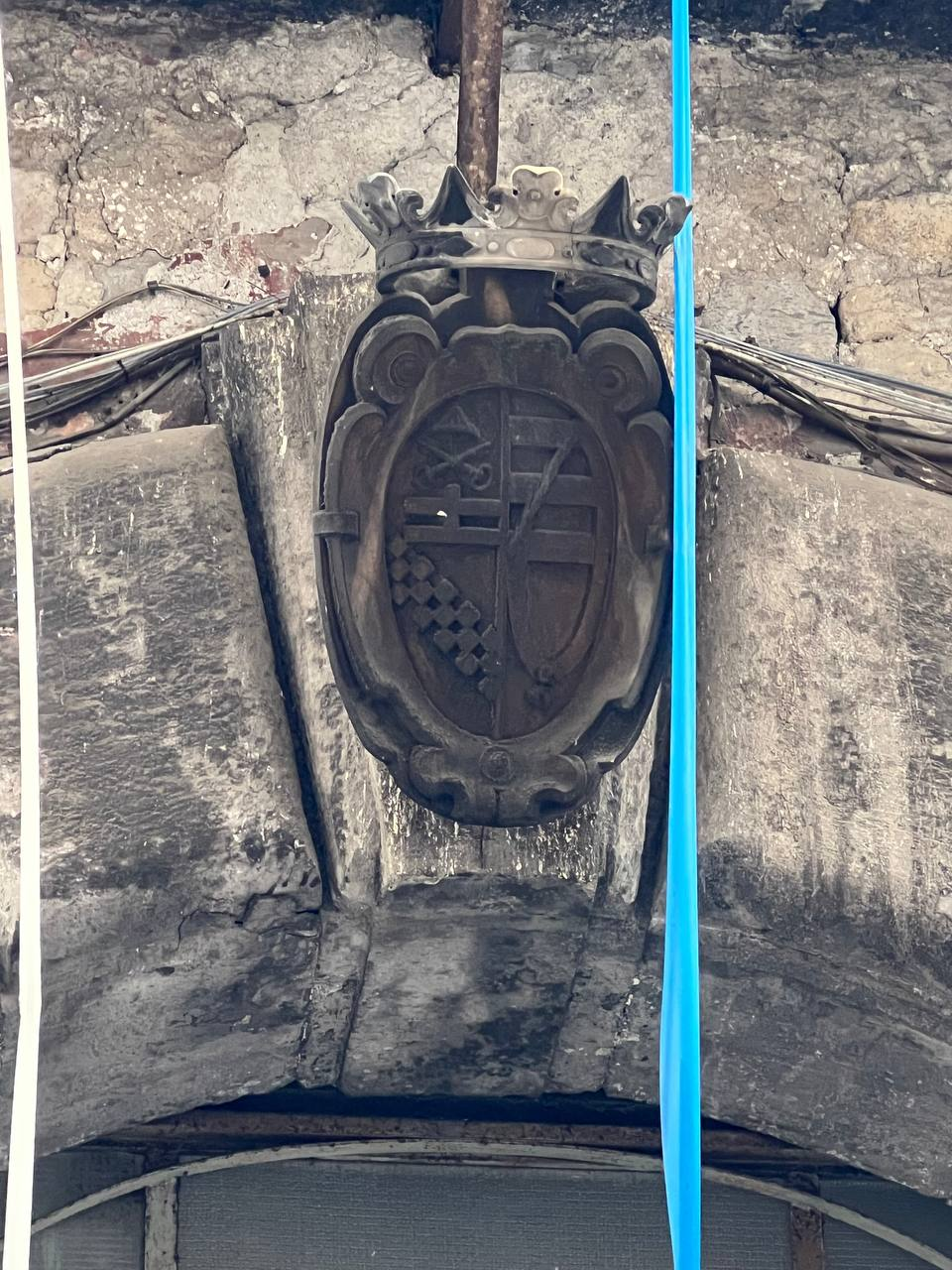
Das Wappen
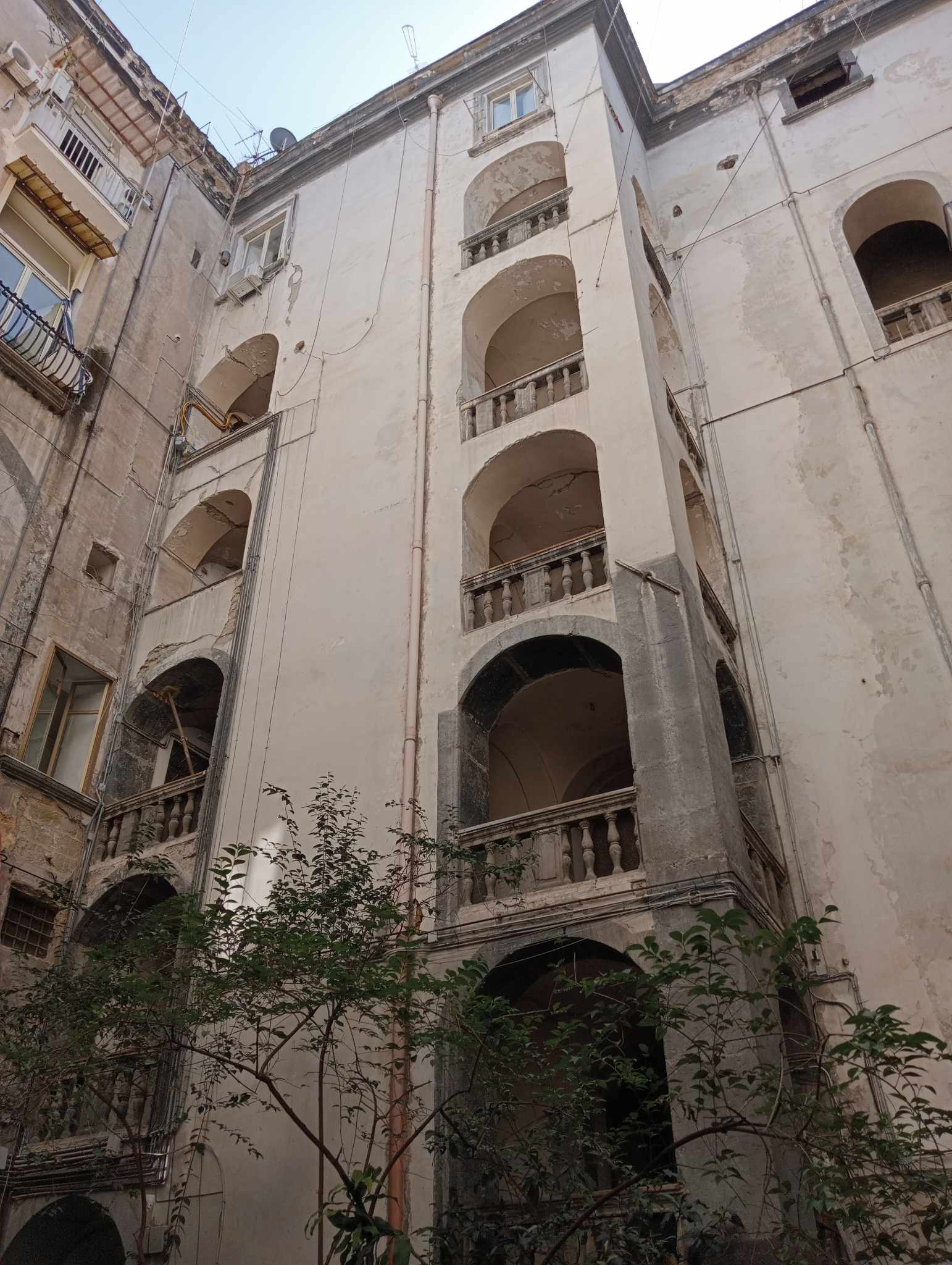
Die Treppe (im Stadium des Verfalls)